# GRS80
Geodetic Reference System 1980（GRS80）は、測地学における地球の重力ポテンシャル・地球楕円体のモデルの一つである。GRS80は一つの幾何学定数と三つの物理定数を基本的に定義している。
GRS80準拠楕円体は現在世界の測地系で最もよく使われている。その長半径は 6 378 137 m、扁平率は 1/298.257 222 101 である。
なおGPSで用いられる測地系であるWGS84の準拠楕円体はこのGRS80の長半径に等しく、扁平率はほぼ等しい。

## 概要
重力ポテンシャルの観点からの地球の正確な形は、平均海水面を大陸まで延長した仮想面によって表現される。これをジオイドと呼ぶ。しかし、ジオイドを直接に測地測量に用いると計算が極めて複雑になるため、通常はジオイドに最適に近似した回転楕円体を用いて地球の形を表現する。このような回転楕円体は地球楕円体と呼ばれるが、そのうちで個々の測地系が準拠すべき地球楕円体は準拠楕円体 (Reference ellipsoid) と呼ばれる。GRS80は、全地球的測地系を構成する準拠楕円体の一つであり、現在では世界的に最も広く使われているものである。
このシステムは、第17回国際測地学・地球物理学連合 (IUGG) において採択された。これは、本質的にGPSによる測地位置の基礎であるばかりでなく、測地学コミュニティ以外においても広範に使用される。
地図・海図の制作のために様々な国々で使われてきた数多くの他の準拠楕円体は、次第に世界的に共通のGRS80やWGS84を用いる全地球的測地系に移行しつつある。

### 日本
日本における測地系も、測量法と関係法令を改正することにより、2002年4月1日から、GRS80をその一部とする全地球的測地系に移行した。具体的には、測量法施行令第3条の改正によって法的に位置づけられた。
ただし、水路業務法の場合は、国際的な取り決めが異なるために、GRS80とはわずかに異なるWGS84を基にして、水路業務法施行令第2条第2号を改正している。

## GRS80の定義数値
基準楕円体面は、長半径（赤道半径）{\displaystyle a}と、短半径（極半径）{\displaystyle b} かアスペクト比 {\displaystyle (b/a)} か扁平率 {\displaystyle f} かのいずれかとで通常は定義される。
しかしGRS80は、{\displaystyle a}、{\displaystyle GM}、{\displaystyle J_{2}} および {\displaystyle \omega } を基本的な定義数値として選んでいる。
定義する幾何学定数
長半径 = 赤道半径 = {\displaystyle a} = 6 378 137 m
定義する物理定数
空気塊を含む地心重力定数 (Geocentric gravitational constant, including mass of the atmosphere) {\displaystyle GM} = 3 986 005・108 m3/s2
力学的形状係数 (Dynamical form factor) {\displaystyle J_{2}} = 108 263・ 10-8
回転角速度 (Angular velocity of rotation) {\displaystyle \omega } = 7 292 115・10-11 s-1
上記の定義値から各種の量が導出される。ただし扁平率{\displaystyle f}については、導出値の逆数を小数以下9桁に丸めて定義値の扱いとしてよいことになっている。
{\displaystyle f} = 1/298.257 222 101

## GRS80の導出値

### 扁平率f{\displaystyle f}の導出
GRS80の離心率を与える式は、
{\displaystyle e^{2}={\frac {a^{2}-b^{2}}{a^{2}}}=3J_{2}+{\frac {4}{15}}{\frac {\omega ^{2}a^{3}}{GM}}{\frac {e^{3}}{2q_{0}}}}
で与えられる。ここで、
{\displaystyle 2q_{0}=\left(1+{\frac {3}{\left(e'\right)^{2}}}\right)\arctan \left(e'\right)-{\frac {3}{e'}}}
なお、 {\displaystyle e'=e/{\sqrt {1-e^{2}}}} は第二離心率である。すると、
{\displaystyle e^{2}=0.006\,694\,380\,022\,903\,415\,749\,574\,948\,586\,289\,306\,212\,443\,890\ldots }
{\displaystyle e^{2}=f(2-f)} であるから
{\displaystyle 1/f=298.257\,222\,100\,882\,711\,\ldots }
この値を小数点第9位まで丸めて
{\displaystyle f=1/298.257\,222\,101}
を地球楕円体GRS80の定義値として使用している。
なお、グローバル・ポジショニング・システムで使用される測地系は、WGS84 (World Geodetic System 1984) と呼ばれる。WGS84楕円体では、計算方法の違いにより極めてわずかだが値が異なる。WGS84楕円体の扁平率は、
{\displaystyle f=1/298.257\,223\,563}
と定義されている。詳細は扁平率#地球の扁平率、地球楕円体#WGS84楕円体、測地系#WGS84を参照。

### その他の導出値
楕円または回転楕円体の長半径を a、短半径を b とすると、扁平率は
{\displaystyle f={\frac {a-b}{a}}=1-{\frac {b}{a}}}
であるので、上記の定義から、
極半径 b = 6 356 752.314 140 356mとなる。
また扁平率は、0.003 352 810 681 182 319である。
離心率の2乗 {\displaystyle e^{2}} = f(2-f) であるから、{\displaystyle e^{2}} = 0.006 694 380 022 900 788、
離心率 e は、0.081 819 191 042 815 791となる。
第3扁平率 n は（子午線弧長の計算に用いられる）、
{\displaystyle \quad n={\frac {a-b}{a+b}}={\frac {f}{2-f}}}
であり、n = 0.001 679 220 394 628 744 689 667である。
導出された幾何学定数
扁平率 = {\displaystyle f} = 0.003 352 810 681 225
扁平率の逆数 = {\displaystyle 1/f} = 298.257 222 101
短半径 = 極半径 = {\displaystyle b} = 6 356 752.314 14 m
アスペクト比 = {\displaystyle b/a} = 0.996 647 189 318 816
国際測地学・地球物理学連合が定義する平均半径 (Mean radius) R1= (2a+b)/3 =  6 371 008.7714 m
正積の平均半径 (Authalic mean radius) = 6 371 007.1810 m
同じボリュームの球の半径 (Radius of a sphere of the same volume) = {\displaystyle (a^{2}b)^{1/3}} = 6 371 000.7900 m
リニア偏心 (Linear eccentricity) = {\displaystyle (a^{2}-b^{2})^{.5}} = 521 854.0097 m
両極を通る楕円断面の離心率 (Eccentricity of elliptical section through poles) = {\displaystyle {\sqrt {a^{2}-b^{2}}}/a} = 0.081 819 191 0435;
極の曲率半径 (Polar radius of curvature) = {\displaystyle a^{2}/b} = 6 399 593.6259 m
赤道上の子午線曲率半径 (Equatorial radius of curvature for a meridian) = {\displaystyle b^{2}/a} = 6 335 439.3271 m
子午線象限 (Meridian quadrant) = 赤道から極までの子午線弧長 = 10 001 965.7293 m;